# Bikar karla 2024
La Bikar karla 2024, nota anche come Mjólkurbikarinn per motivi di sponsorizzazione, è stata la 65ª edizione della Coppa nazionale islandese. È iniziata il 1º aprile 2024 e si è conclusa il 22 settembre successivo con la finale.
Il Víkingur era la squadra campione in carica.

## Primo turno
Al primo turno prendono parte 48 squadre, provenienti dal terzo livello e dai campionati inferiori.
| Squadra 1       | Risultato       | Squadra 2           |
| --------------- | --------------- | ------------------- |
| 1 aprile 2024   |                 |                     |
| Augnablik       | 7 - 1           | Álftanes            |
| Léttir          | 2 - 7           | ÍH                  |
| 4 aprile 2024   |                 |                     |
| Selfoss         | -               | Stokkseyri          |
| Kría            | 1 - 2           | Úlfarnir            |
| Ýmir            | 11 - 0          | Þorlákur            |
| Mídas           | 1 - 3           | RB Keflavík         |
| Elliði          | 0 - 3           | Víkingur Ólafsvík   |
| Álafoss         | 0 - 6           | KFG                 |
| 5 aprile 2024   |                 |                     |
| Spyrnir         | 0 - 5           | Höttur              |
| Hafnir          | 12 - 0          | KM Reykjavik        |
| Hamar           | 2 - 5 (dts)     | Hvíti riddarinn     |
| Haukar          | 20 - 0          | Afríka              |
| KH Reykjavík    | 5 - 1           | Reynir Sandgerði    |
| Smári           | 2 - 2 (3-4 dtr) | Árbær               |
| Tindastóll      | 7 - 0           | Samherjar           |
| 6 aprile 2024   |                 |                     |
| Kári            | 5 - 0           | IB                  |
| KFR             | 4 - 8           | KFK Kópavogur       |
| KV              | 3 - 0           | KFS                 |
| SR              | 2 - 4           | Kormákur            |
| Vængir Júpíters | 6 - 2           | Hörður Í.           |
| Árborg          | 12 - 0          | Reynir Hellissandur |
| Víðir Garði     | 2 - 1 (dts)     | Sindri Hofn         |
| Þróttur Vogum   | 1 - 3           | KÁ Ásvellir         |
| Skallagrímur    | 1 - 3           | Ægir                |

## Secondo turno
Al secondo turno prendono parte le 24 vincenti del primo turno, le 4 squadre che avevano ricevuto un bye e le 12 squadre della 1. deild karla.
| Squadra 1         | Risultato       | Squadra 2        |
| ----------------- | --------------- | ---------------- |
| 10 aprile 2024    |                 |                  |
| Víkingur Ólafsvík | 2 - 3           | Keflavík         |
| 12 aprile 2024    |                 |                  |
| Hvíti riddarinn   | 0 - 3           | Grindavík        |
| Selfoss           | 3 - 1           | Kári             |
| Dalvík/Reynir     | 2 - 0           | KF Fjallabyggðar |
| Hafnir            | 3 - 0           | Úlfarnir         |
| ÍH                | 4 - 4 (5-4 dtr) | Ýmir             |
| 13 aprile 2024    |                 |                  |
| Tindastóll        | 1 - 1 (3-2 dtr) | Magni            |
| Árborg            | 1 - 2           | Árbær            |
| KÁ Ásvellir       | 6 - 3 (dts)     | RB Keflavík      |
| Leiknir           | 1 - 4           | Afturelding      |
| Grótta            | 3 - 2           | Njarðvík         |
| ÍBV Vestmannæyja  | 5 - 1           | KFG              |
| Vængir Júpíters   | 1 - 7           | Þróttur          |
| KH Reykjavík      | 2 - 4 (dts)     | Fjölnir          |
| KV                | 1 - 7           | ÍR Reykjavík     |
| Höttur            | 2 - 0           | Völsungur        |
| Ægir              | 2 - 3           | Haukar           |
| 14 aprile 2024    |                 |                  |
| Augnablik         | 5 - 2           | Kormákur         |
| Þór               | 5 - 1           | KF Fjallabyggðar |
| KFK Kópavogur     | 0 - 3           | Víðir Garði      |

## Sedicesimi di finale
Ai sedicesimi di finale prendono parte le 20 squadre vincenti del secondo turno e le 12 squadre della Úrvalsdeild 2024.
| Squadra 1        | Risultato   | Squadra 2        |
| ---------------- | ----------- | ---------------- |
| 23 aprile 2024   |             |                  |
| Fjölnir          | 4 - 2       | Selfoss          |
| 24 aprile 2024   |             |                  |
| KÁ Ásvellir      | 2 - 9       | KR Reykjavík     |
| Valur            | 3 - 0       | FH Hafnarfjörður |
| Þróttur          | 1 - 2       | HK Kópavogur     |
| Augnablik        | 1 - 2       | Stjarnan         |
| 25 aprile 2024   |             |                  |
| Árbær            | 0 - 3       | Fram Reykjavík   |
| Haukar           | 2 - 4       | Vestri           |
| Höttur           | 0 - 1       | Fylkir           |
| ÍBV Vestmannæyja | 1 - 2       | Grindavík        |
| Afturelding      | 4 - 1       | Dalvík/Reynir    |
| Grótta           | 0 - 3       | Þór              |
| ÍA Akraness      | 3 - 0       | Tindastóll       |
| KA Akureyri      | 2 - 1 (dts) | ÍR Reykjavík     |
| Víkingur         | 4 - 1       | Víðir Garði      |
| ÍH               | 4 - 2       | Hafnir           |
| Keflavík         | 2 - 1       | Breiðablik       |

## Ottavi di finale
| Squadra 1      | Risultato | Squadra 2    |
| -------------- | --------- | ------------ |
| 14 maggio 2024 |           |              |
| Fjölnir        | 0 - 2     | Þór          |
| 15 maggio 2024 |           |              |
| KA Akureyri    | 3 - 1     | Vestri       |
| 16 maggio 2024 |           |              |
| Keflavík       | 3 - 1     | ÍA Akraness  |
| Fylkir         | 3 - 1     | HK Kópavogur |
| Grindavík      | 1 - 4     | Víkingur     |
| Stjarnan       | 5 - 3     | KR Reykjavík |
| 17 maggio 2024 |           |              |
| Fram Reykjavík | 3 - 0     | ÍH           |
| Afturelding    | 1 - 3     | Valur        |

## Quarti di finale
| Squadra 1      | Risultato       | Squadra 2      |
| -------------- | --------------- | -------------- |
| 9 giugno 2024  |                 |                |
| Keflavík       | 3 - 3 (3-5 dtr) | Valur          |
| 12 giugno 2024 |                 |                |
| Þór            | 0 - 1           | Stjarnan       |
| 13 giugno 2024 |                 |                |
| KA Akureyri    | 3 - 0           | Fram Reykjavík |
| Víkingur       | 3 - 1           | Fylkir         |

## Semifinali
| Squadra 1     | Risultato       | Squadra 2 |
| ------------- | --------------- | --------- |
| 2 luglio 2024 |                 |           |
| KA Akureyri   | 3 - 2           | Valur     |
| 3 luglio 2024 |                 |           |
| Víkingur      | 1 - 1 (5-4 dtr) | Stjarnan  |

## Finale
| Reykjavik 21 settembre 2024, ore 18:00 GMT +0             | KA Akureyri | 2 – 0 referto | Víkingur | Laugardalsvöllur (4 096 spett.) |
| \| \| \| \| \| Árnason 38’ Valsson 72’ \| Marcatori \| \| |             |               |          |                                 |
|                                                           |             |               |          |                                 |
| Árnason 38’ Valsson 72’                                   | Marcatori   |               |          |                                 |